# GSC6074-361
GSC6074-361 — хімічно пекулярна зоря спектрального класу Sr, що має видиму зоряну величину в смузі V приблизно  9,7.

## Пекулярний хімічний склад
Зоряна атмосфера GSC6074-361 має підвищений вміст 
Cr
.